# 酸化スズ(II)
酸化スズ(II)（さんかスズ に、Tin(II) oxide）は酸化第一スズ（さんかだいいちスズ、Stannous oxide, tin monoxide）とも呼ばれる、酸化スズの一種である。スズの酸化状態は+2。安定な暗藍色型と準安定状態の赤色型の2つの状態がある。

## 調製および反応

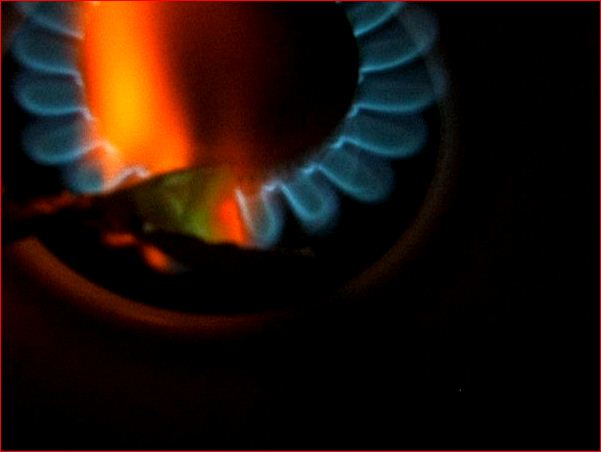
酸化スズ(II) の燃焼

暗藍色のSnOは、 二価のスズの塩をNaOHといったアルカリ性水酸化物と反応させた際に沈殿する酸化スズ(II) 水和物（SnO.xH2O (x<1)）を加熱することによって調製できる。準安定状態の赤色のSnOは、二価のスズの塩にアンモニア水を作用させることで生じた沈殿をおだやかに加熱することで調製できる。SnOは、空気がない条件でシュウ酸スズ(II)を温度制御しながら加熱することで、実験室で純物質として調製可能である。
{\displaystyle {\ce {SnC2O4 -> SnO\ + CO2\ + CO}}}
酸化スズ(II) は空気中で暗緑色の炎を出して燃焼し、SnO2となる。
不活性雰囲気下で加熱すると、まず不均化が起こり金属SnとSn3O4を与える。Sn3O4はさらに反応し、SnO2と金属スズを与える。
{\displaystyle {\ce {4SnO -> Sn3O4\ + Sn}}}
{\displaystyle {\ce {Sn3O4 -> 2SnO2\ + Sn}}}
SnOは両性物質であり、強酸に溶解するとスズ(II) 塩となり、強塩基中では{\displaystyle {\ce {Sn(OH)3^-}}}を含む亜スズ酸塩となる。また、強酸溶液にも溶解し、イオン性錯体{\displaystyle {\ce {Sn(OH2)3^{2+}}}}ならびに{\displaystyle {\ce {Sn(OH)(OH2)2^{+}}}}を与え、弱酸性溶液中では{\displaystyle {\ce {Sn3(OH)4^{2+}}}}となる。K2Sn2O3やK2SnO2といった無水亜スズ酸塩も知られている。
SnOは還元剤であり、いわゆる「銅赤ガラス」の製造に用いられる。

## 構造
黒色のα-SnOは、配位四角錐型スズ原子を含む正四面体型PbO層構造をとっている。この型は、希少鉱物のロマーク石として自然でも見られる。非対称性は、立体的に活性な孤立電子対によって通常単純に説明される。しかしながら、電子密度計算では非対称性はSn(5s) 軌道とO(2p)軌道との反結合性相互作用に起因していることが示されている。
SnOでは不定比性が見られる。
電子バンドは2.5 eVから3 eVの間である。

## 使用
酸化スズ(II) の主要な用途は、その他の（大抵二価の）スズ化合物あるいは塩の製造の前駆体としてである。酸化スズ(II) はまた、クランベリーガラスの作成の際の還元剤として用いられることがある。またエステル化の触媒としても使用される。
セラミックス型の酸化セリウム(III)は酸化スズ(II)と共に、紫外線ライトの照明に使用される。